# زرگر (ماه‌نشان)
زرگر یک روستا در ایران است که در دهستان قلعه‌جوق شهرستان ماه‌نشان واقع شده‌است.